# Oliviero De Fabritiis
Oliviero De Fabritiis (Roma, 13 de junio de 1902 - Roma, 12 de agosto de 1982) fue un director de orquesta y compositor italiano.
Nacido en Roma, estudió allí con Refice y Setaccialo. Debutó en el Teatro Nazionale en Roma en 1920, y más tarde se cambió al Teatro Adriano. Fue secretario artístico en el Teatro de la Ópera de Roma entre 1932 y 1943. Inauguró las interpretaciones de verano en las Termas de Caracalla en 1937, con Lucía de Lammermoor. Dirigió mucho en Italia, especialmente en Verona desde 1948 hasta 1980. Dirigió muchas óperas con Beniamino Gigli, con quien también hizo grabaciones famosas de Andrea Chénier, Tosca y Madama Butterfly. En 1951 De Fabritiis dirigió una serie de interpretaciones históricas en la Ciudad de México con Maria Callas.  En 1956, dirigió la producción televisiva de Madama Butterfly, que lanzó la carrera de Anna Moffo. Aquel mismo año dirigió la banda sonora de una Tosca filmada con Maria Caniglia (que ponía la voz a Franca Duval que aparecía en pantalla), y Franco Corelli. También dirigió a Leontyne Price en su primer álbum operístico para RCA (una colección de 1960 de arias de Verdi y Puccini, conocida como "El álbum azul"), y Luciano Pavarotti y Montserrat Caballé en grabaciones de Mefistófeles y Andrea Chénier.   
Apareció a menudo en Europa, América y Japón, dirigiendo principalmente el repertorio operístico italiano. Fue admirado por su calidez de expresión italianizada, y por su habilidad a la hora de equilibrar la consideración por las voces y detalles instrumentales. También fue compositor de obras vocales.
Falleció en Roma. 